# Lasiomma graciliapicum
Lasiomma graciliapicum är en tvåvingeart som beskrevs av Fan och Ge 1982. Lasiomma graciliapicum ingår i släktet Lasiomma och familjen blomsterflugor. Inga underarter finns listade i Catalogue of Life.